# Calgary Challenger
Calgary Challenger, właśc. Calgary National Bank Challenger – męski turniej tenisowy rangi ATP Challenger Tour. Rozgrywany na kortach twardych w hali w kanadyjskim Calgary od 2018 roku.

## Mecze finałowe

### Gra pojedyncza
| Rok  | Mistrz             | Finalista        | Wynik            |
| 2022 | Dominik Koepfer    | Aleksandar Vukic | 6:2, 6:4         |
| 2020 | Arthur Rinderknech | Maxime Cressy    | 3:6, 7:6(5), 6:4 |
| 2018 | Ivo Karlović       | Jordan Thompson  | 7:6(3), 6:3      |

### Gra podwójna
| Rok  | Mistrzowie                                | Finaliści                    | Wynik          |
| 2022 | Maximilian Neuchrist Michail Perwolarakis | Julian Ocleppo Kai Wehnelt   | 6:4, 6:4       |
| 2020 | Nathan Pasha Max Schnur                   | Harry Bourchier Filip Peliwo | 7:6(4), 6:3    |
| 2018 | Robert Galloway Nathan Pasha              | Matt Reid John-Patrick Smith | 6:4, 4:6, 10–6 |